# Castellnou d'Ossó

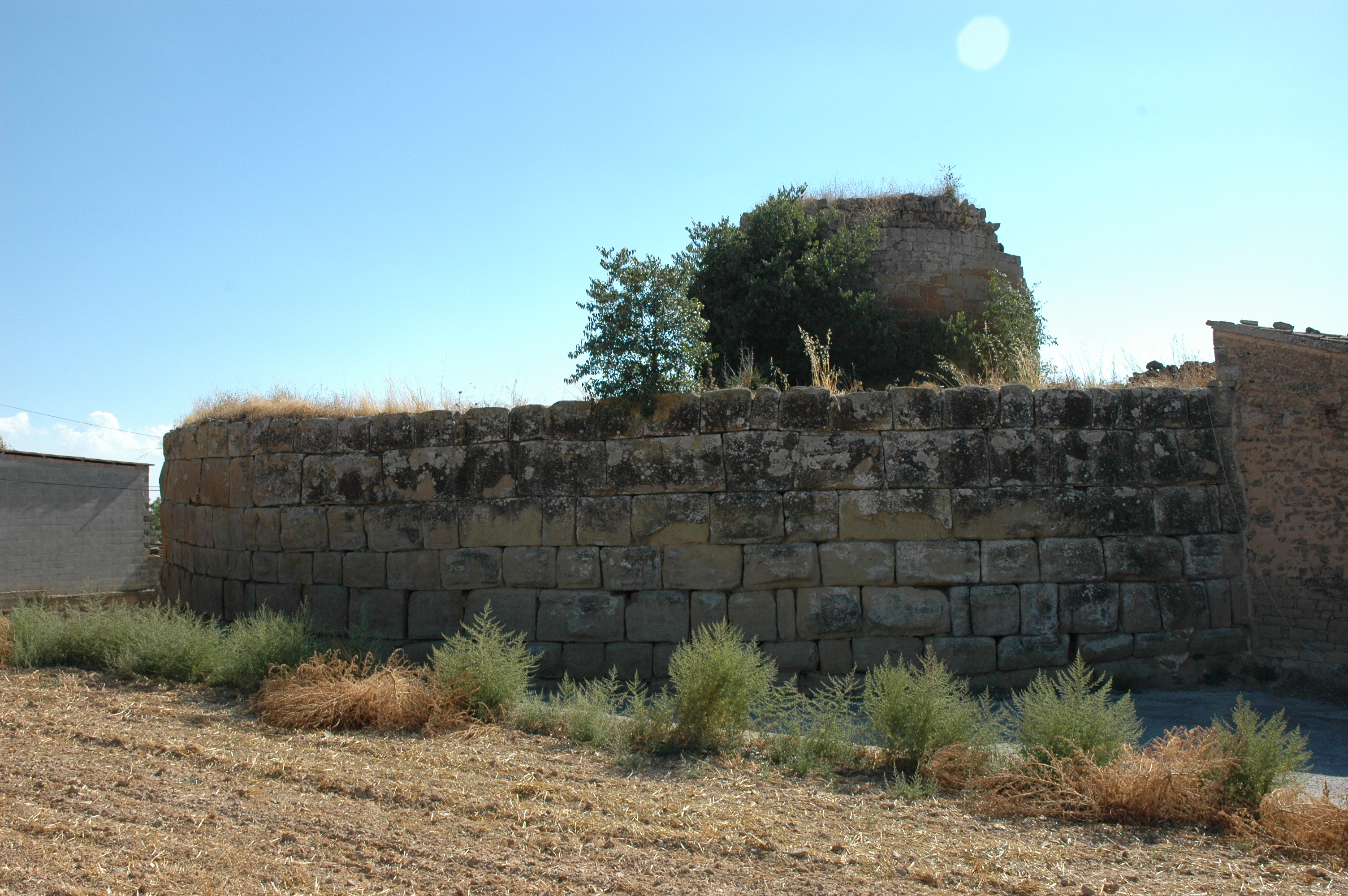
Restes del castell

Castellnou d'Ossó és veïnat del municipi d'Ossó de Sió a la comarca de l'Urgell.
L'indret fou un nucli fortificat des d'època romana, per controlar la ruta d'Ilerda a Iesso. El comte Ermengol IV d'Urgell va conquerir el terme vers el 1070, època en què es va bastir una torre d'una fortificació medieval sobre la base d'una antiga torre romana. Va servir de base a l'època medieval per construir el castell de Castellnou d'Ossó, que és documentat el 1408 quan fou reformat pel seu senyor Lluís de Santmartí. Al llarg del temps el nom va variar: Castell Lliuró, Castellnou de Montfalcó, Castellnou d'Agramunt o Castellnou de Sió.
A la vora hi ha l'església romànica de Sant Pere de Castellnou d'Ossó.